# Rokometni Klub Krim
Rokometni Klub Krim é um clube feminino de handebol profissional esloveno da cidade de Ljubljana.

## Títulos
- Liga dos Campeões da Europa (2) em 2001 e 2003[1]